# Bikini Kill

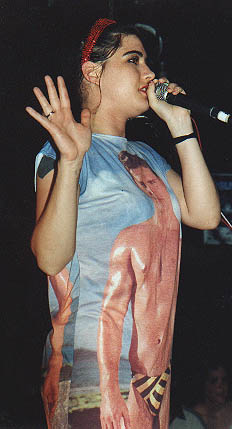
Kathleen Hanna (1996)

Bikini Kill ist eine US-amerikanische Punkband, die die Riot-Grrrl-Bewegung der 1990er-Jahre stark prägte. Sie wurde im Oktober 1990 in Olympia gegründet. Die Band wurde für ihre feministischen Texte und ihre intensiven Liveauftritte bekannt.

## Geschichte
Auch wenn sie gelegentlich mit bekannten Künstlern wie Nirvana (Schlagzeugerin Tobi Vail war eine Zeit lang mit Kurt Cobain liiert) und Joan Jett auf künstlerischer und politischer Ebene zusammenarbeiteten, lehnten Bikini Kill Major-Label und die Mainstream-Musikpresse ab. Nach zwei Alben und mehreren EPs löste sich die Gruppe 1997 auf. Das bekannteste Nachfolgeprojekt von Bikini Kill wurde Le Tigre, bei dem Kathleen Hanna aktiv war. Im Mai 1998 erschien mit The Singles noch ein Kompilationsalbum vom Label Kill Rock Stars, welches die drei veröffentlichten Singles inklusive der jeweiligen B-Seiten zusammenstellt. Die russische Gruppe Pussy Riot nennt Bikini Kill als Vorbild.
2019 fand die Band für einige Auftritte zusammen (so auf dem Riot Fest in Chicago). 2020 wurde eine kleine Nordamerikatournee durchgeführt, und im August desselben Jahres trat die Band auf dem norwegischen Øyafestivalen auf. Eine für 2021 angesetzte Tournee durch Europa und die Vereinigten Staaten wurde auf 2022 verschoben. Bedingt durch eine COVID-19-Infektion wurde ein Teil der 2022er-Termine auf 2023 verschoben, die Europa-Auftritte auf 2024.

## Diskografie
- 1991: Revolution Girl Style Now! (kein Label)
- 1991: Bikini Kill (EP, Kill Rock Stars)
- 1993: Yeah Yeah Yeah Yeah (Split-Album mit Huggy Bear; Catcall Records in Europa, Kill Rock Stars in den USA)
- 1993: Pussy Whipped (Kill Rock Stars)
- 1994: The C.D. Version of the First Two Records (Kill Rock Stars)
- 1996: Reject All American (Kill Rock Stars)

### Kompilationen
- 1991: Kill Rock Stars (LP/CD auf Kill Rock Stars)
- 1991: Throw: The YoYo Studio Compilation (auf YoYo Records)
- 1991: Daddy's Li'l Girl auf Give Me Back (LP auf Ebullition Records)
- 1992: Suck My Left One auf There's A Dyke In The Pit (auf Outpunk Records)
- 1998: The Singles (auf Kill Rock Stars)